# Soška Brněnského muže

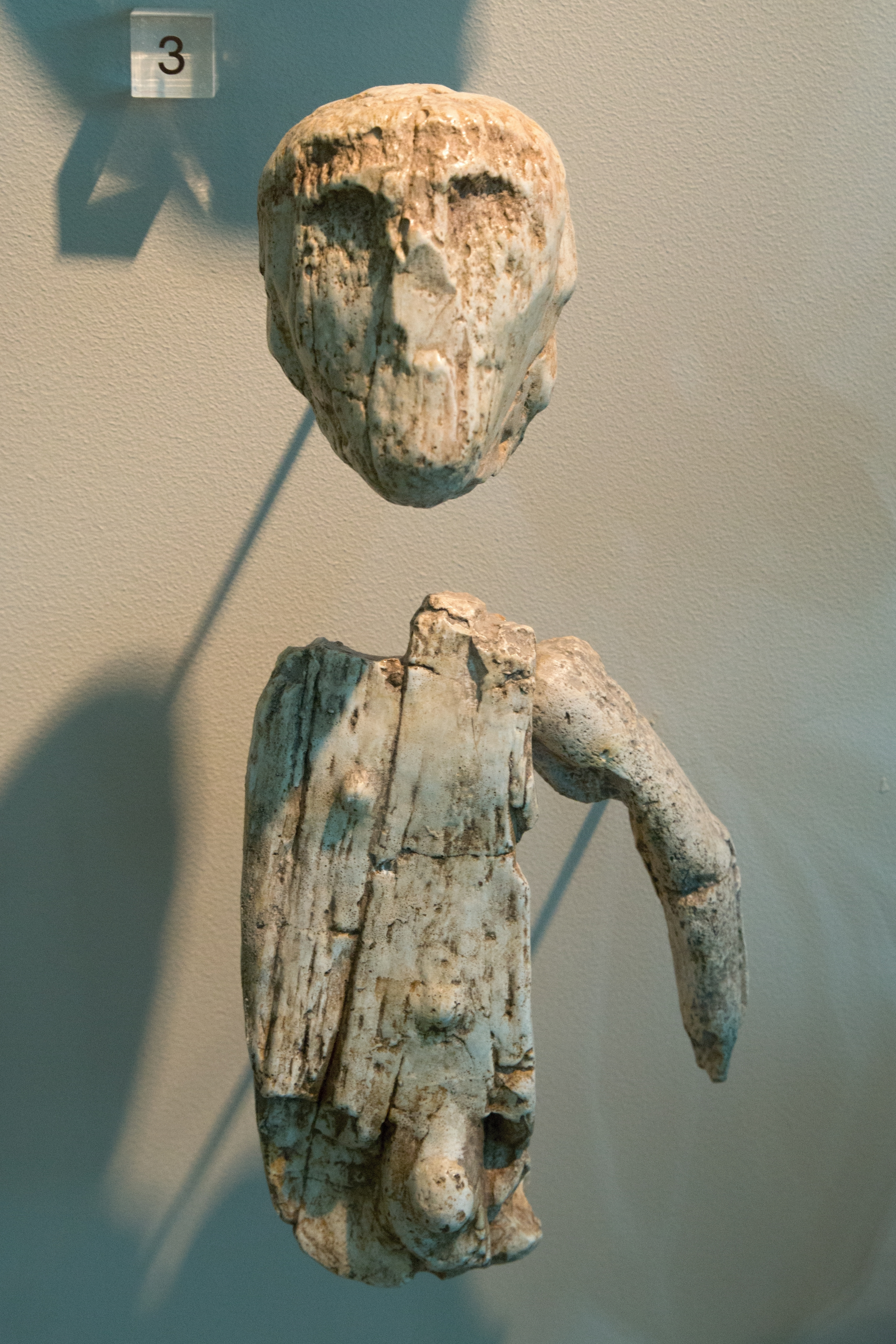
Soška Brněnského muže (pavilon Anthropos)

Soška Brněnského muže, též Brněnský mužík či Soška šamana je artefakt moravského pravěku – figurka, loutka muže, z níž se dochovaly tři části (hlava, tělo a levá ruka). Všechny části byly vyřezány z mamutoviny a původně byly pohyblivě spojeny. Nalezena byla v roce 1891 v Brně v nynější Francouzské ulici.
Jedná se pravděpodobně o nejstarší loutku na světě, vyrobena byla v době před 27 000 lety.

## Nález
Soška byla nalezena v září 1891 v hrobu muže na brněnském předměstí v nynější Francouzské ulici. Dům byl narušen při výstavbě kanalizace a následně jej prozkoumal profesor německé techniky Alexander Makowsky.
Hrob byl ukryt pod vrstvou spraše vysokou 4,5 metru a obsahoval neobvykle bohatou výbavu. Kostra byla překryta mamutí lopatkou a klem, vedle ní ležela žebra nosorožce. Kromě figurky bylo vedle jedince nalezeno 600 závěsků zhotovených z terciérních schránek měkkýšů (dentálií), dva provrtané kamenné kruhy ze slínovce a několik symbolických terčů z mamutoviny a mamutí lopatky.

## Popis
Soška se skládá ze tří částí, hlavy, levé paže a trupu. Použitý materiál je mamutovina, ze které je vyřezána. Kanálek procházející trupem umožňoval připojení končetin. Stáří se odhaduje na 27 000 let.
Hrob dále obsahoval zvířecí kosti (nosorožec, mamut aj.) a řadu jiných předmětů, které lze považovat např. za ozdoby oděvu.

## Památka

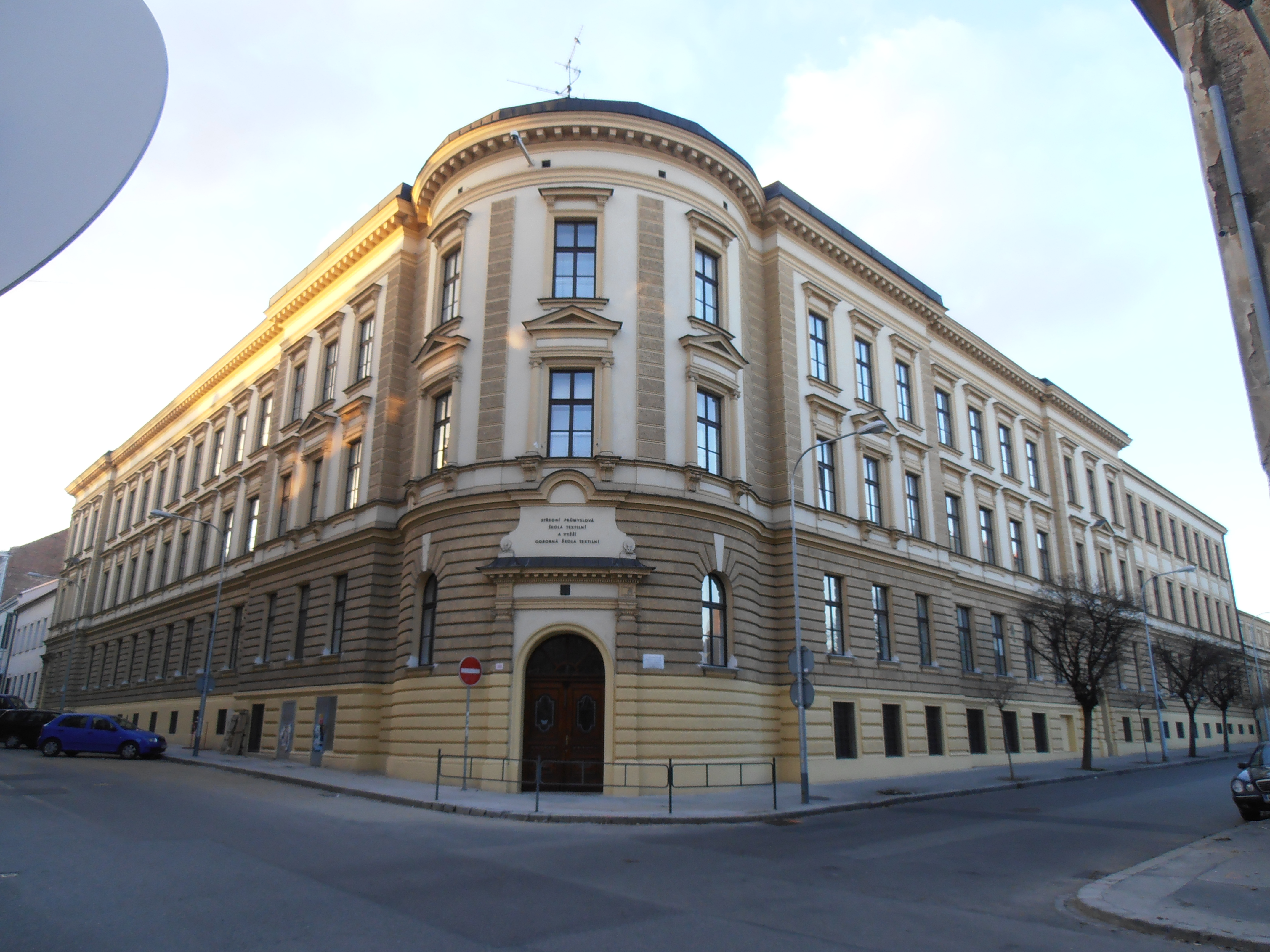
Budova školy Francouzská 101 (stav před umístěním pamětní desky vlevo od vchodu)

Na památku tohoto archeologického nálezu je na budově školy Francouzská 101 umístěna od roku 2021 pamětní deska s vyobrazením sošky.